# SKA2
SKA2 (англ. Spindle and kinetochore associated complex subunit 2) – білок, який кодується однойменним геном, розташованим у людей на 17-й хромосомі. Довжина поліпептидного ланцюга білка становить 121 амінокислот, а молекулярна маса — 14 188.
| 10         |  | 20         |  | 30         |  | 40         |  | 50         |
| ---------- |  | ---------- |  | ---------- |  | ---------- |  | ---------- |
| MEAEVDKLEL |  | MFQKAESDLD |  | YIQYRLEYEI |  | KTNHPDSASE |  | KNPVTLLKEL |
| SVIKSRYQTL |  | YARFKPVAVE |  | QKESKSRICA |  | TVKKTMNMIQ |  | KLQKQTDLEL |
| SPLTKEEKTA |  | AEQFKFHMPD |  | L          |  |            |  |            |

A: Аланін

C: Цистеїн

D: Аспарагінова кислота

E: Глутамінова кислота

F: Фенілаланін

H: Гістидин

I: Ізолейцин

K: Лізин

L: Лейцин

M: Метіонін

N: Аспарагін

P: Пролін

Q: Глутамін

R: Аргінін

S: Серин

T: Треонін

V: Валін

Кодований геном білок за функцією належить до фосфопротеїнів. 
Задіяний у таких біологічних процесах, як клітинний цикл, поділ клітини, мітоз, альтернативний сплайсинг. 
Локалізований у цитоплазмі, цитоскелеті, хромосомах, центромерах, кінетохорі.